# Campylospermum schoenleinianum
Campylospermum schoenleinianum är en tvåhjärtbladig växtart som först beskrevs av Johann Friedrich Klotzsch, och fick sitt nu gällande namn av Farron. Campylospermum schoenleinianum ingår i släktet Campylospermum och familjen Ochnaceae. Inga underarter finns listade i Catalogue of Life.

## Bildgalleri

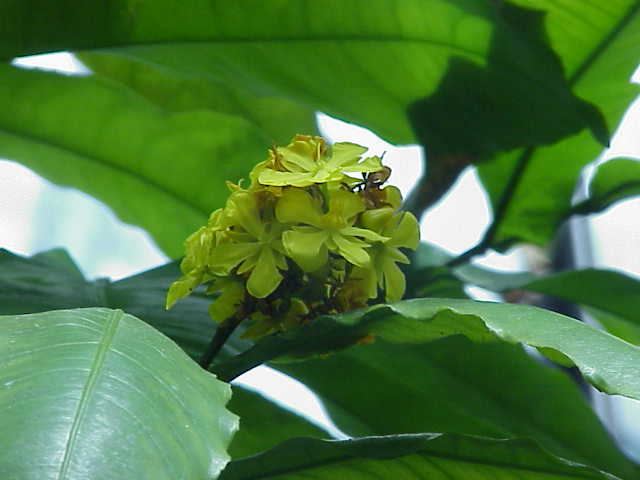
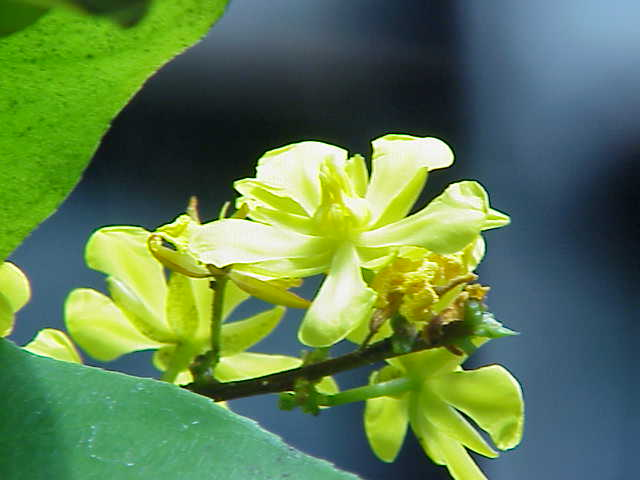
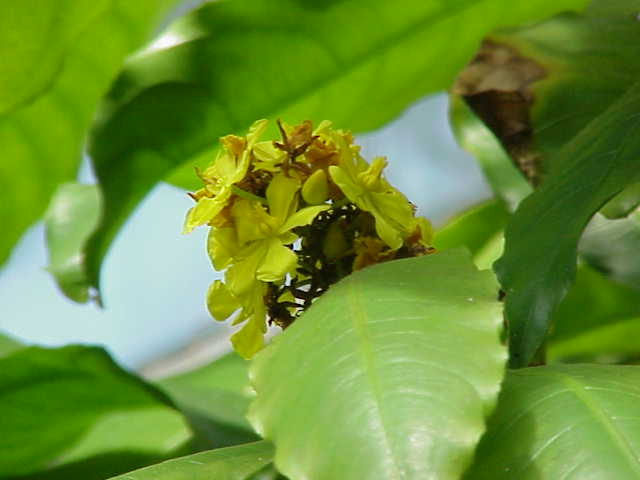
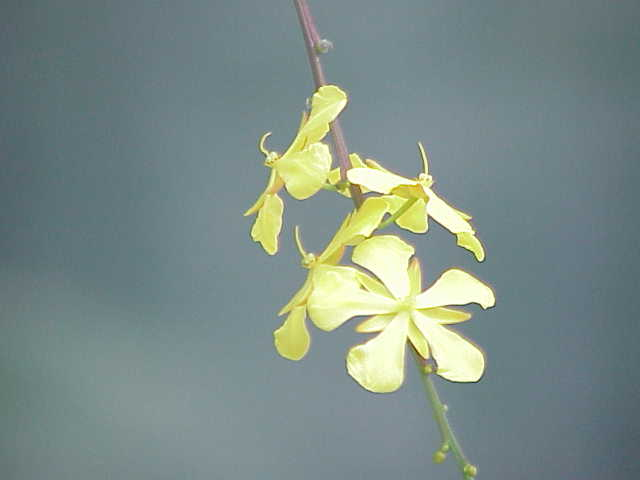
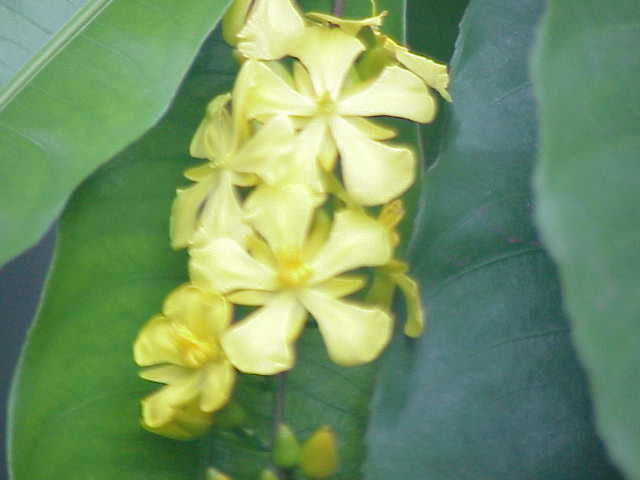
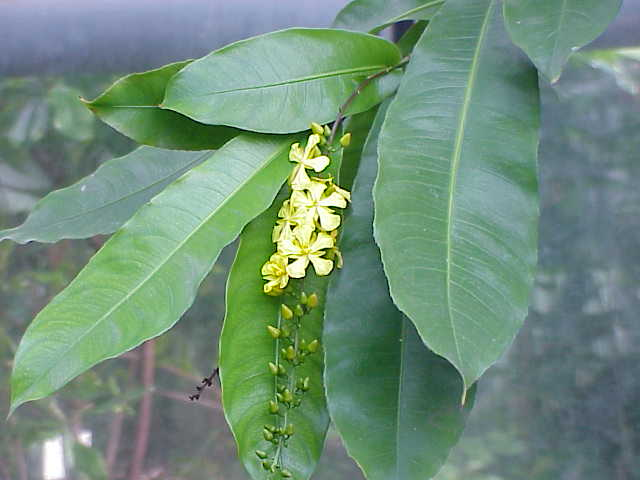